# Uwe Klett

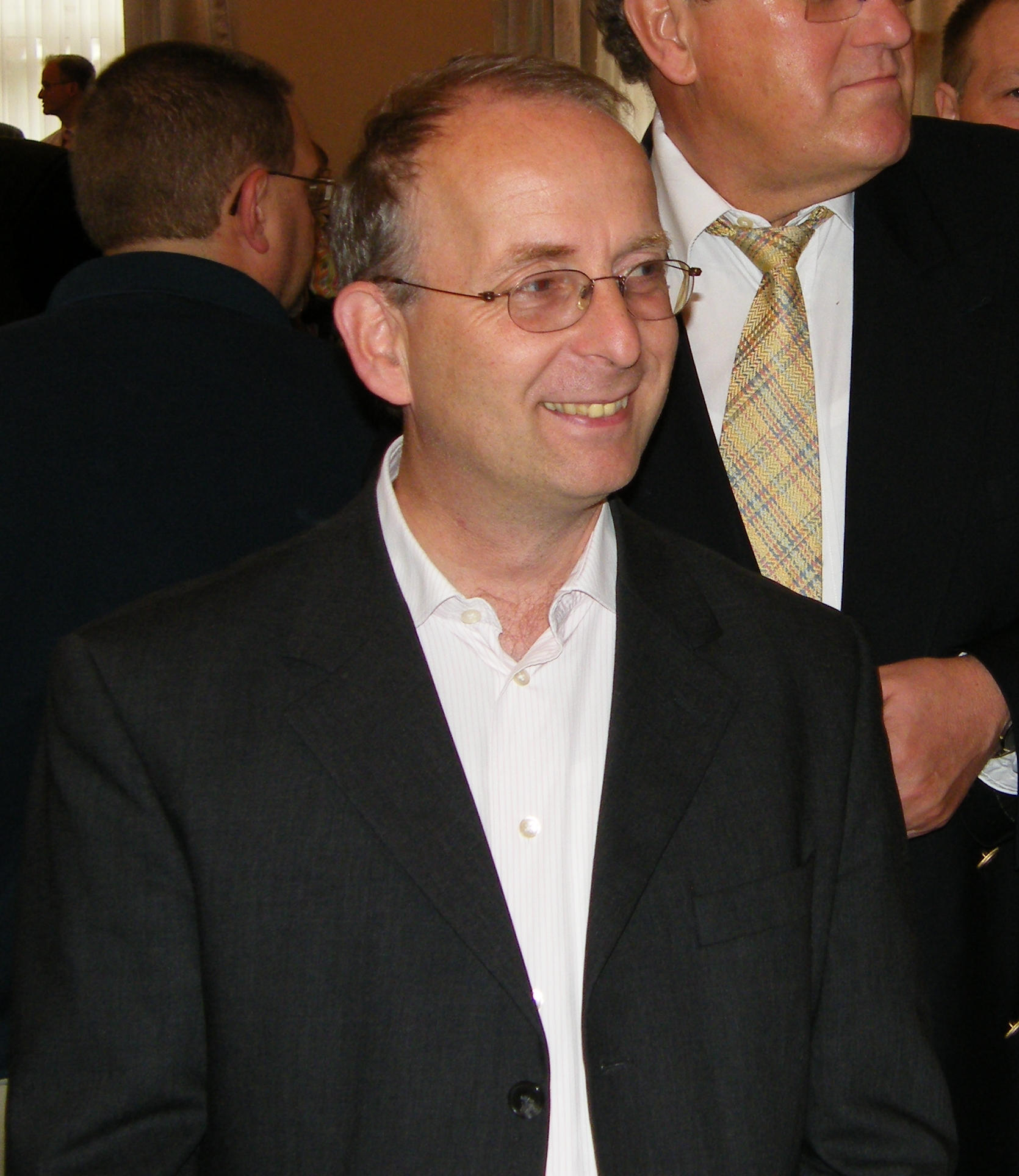
Uwe Klett (2008)

Uwe Klett (* 4. Juli 1959 in Potsdam-Babelsberg) ist ein deutscher Politiker (Die Linke). Er war von 2001 bis 2006 Bürgermeister des Berliner Bezirks Marzahn-Hellersdorf und von 2008 bis 2015 Bürgermeister von Fredersdorf-Vogelsdorf.

## Leben
Klett war nach dem Besuch der POS 11 „Hans Marchwitza“ und der EOS 1 „Alexander v. Humboldt“ in seiner Heimatstadt drei Jahre bei der NVA. Im Jahr 1981 begann er das Studium der Außenwirtschaft an der Hochschule für Ökonomie Berlin. Nach dem Diploms 1985 arbeitete er dort als wissenschaftlicher Assistent an der Sektion Außenwirtschaft. Im Jahr 1988 wurde er zum Dr. oec. promoviert und ging 1990 für zwei Jahre nach Schottland an die Strathclyde University in Glasgow.
Er ist verheiratet und Vater eines Sohns.

## Politik
Uwe Klett trat 1981 in die SED ein und blieb nach der Wiedervereinigung in der PDS. Im Jahr 1990 wurde er stellvertretender Kreisvorsitzender der PDS Berlin-Hellersdorf. Während seines Forschungsaufenthaltes an der University of Strathclyde in Glasgow wurde er Mitglied der Demokratischen Linken Schottlands und war 1992 auch Mitglied im Nationalrat dieser Partei.
Zurück in Berlin war er von 1992 bis 1995 Bezirksstadtrat für Soziales und Ausländerfragen im Bezirksamt Hellersdorf von Berlin und anschließend vom 1. Dezember 1995 bis zum 31. Dezember 2000 (Bezirksfusion) Bezirksbürgermeister Hellersdorfs und gleichzeitig Finanzstadtrat. Bis zum Jahr 2006 war Klett Bürgermeister des Bezirks Marzahn-Hellersdorf und von 2008 bis 2015 Bürgermeister von Fredersdorf-Vogelsdorf.
Klett engagiert sich im Allgemeinen Deutschen Fahrradclub und war bis 2021 Vorstandsvorsitzender der Volkssolidarität, Landesverband Berlin. Aktuell ist er Verbandsratsvorsitzender des Landesverbandes Berlin und Vizepräsident des Bundesverbandes der Volkssolidarität.